# Innerthann
Innerthann ist ein Ortsteil der Gemeinde Tuntenhausen im oberbayerischen Landkreis Rosenheim.
Der Ort liegt westlich des Kernortes Tuntenhausen an der Glonn. Am nördlichen Ortsrand verläuft die RO 49. 

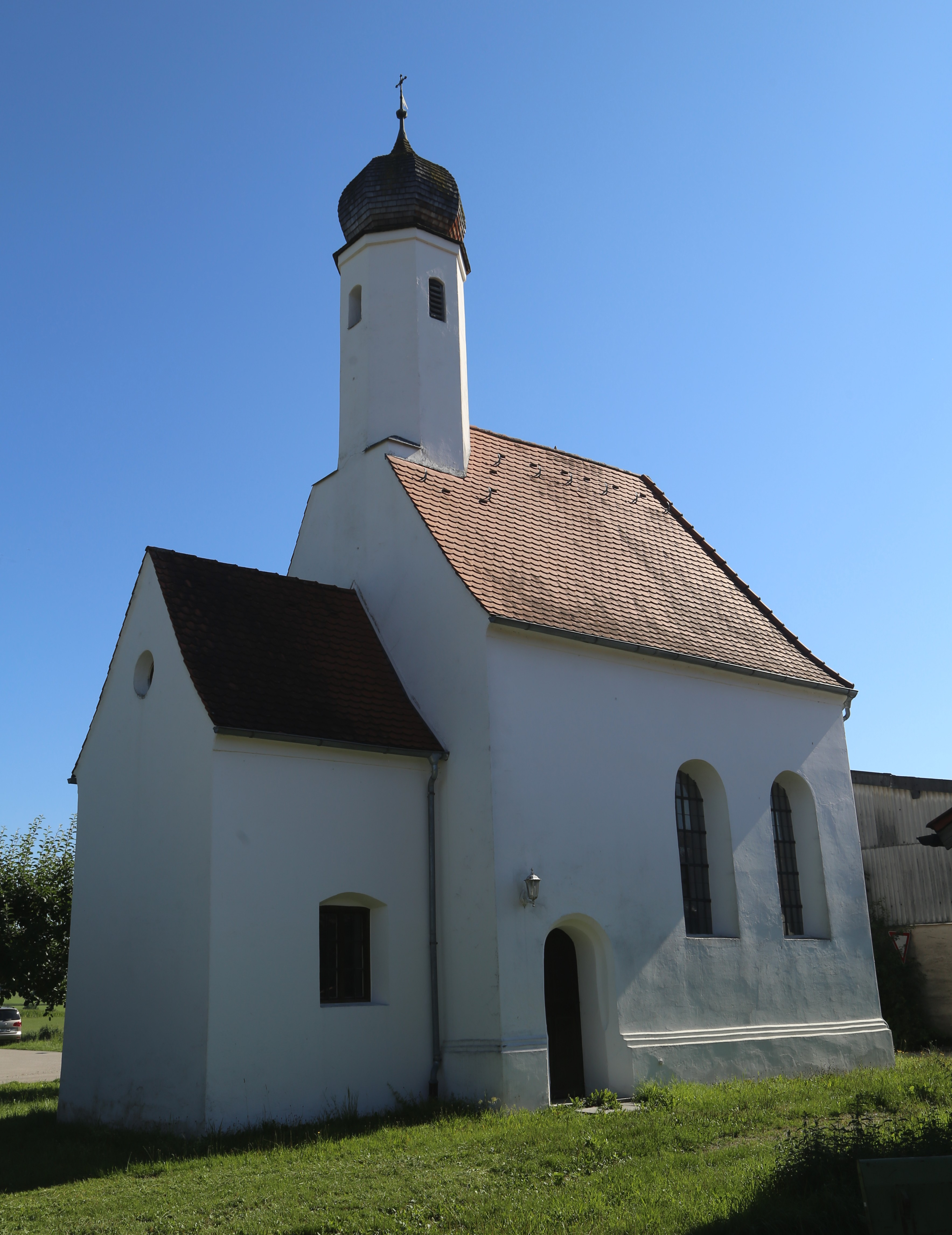
Die katholische Nebenkirche St. Dionysius (2017)

## Sehenswürdigkeiten
In der Liste der Baudenkmäler in Tuntenhausen ist für Innerthann ein Baudenkmal aufgeführt:
- Die katholische Nebenkirche St. Dionysius ist ein spätgotischer Saalbau mit Dreiseitschluss und Dachreiter über dem Westgiebel. Im Jahr 1644 wurde die Kirche umgestaltet. Dachreiter und Sakristei stammen aus dem Jahr 1926.